# Gambias flagga
Gambias flagga består av tre horisontella band i färgerna rött, blått och grönt med vita skiljeränder mellan fälten. Storleksförhållandet mellan banden är 6:1:4:1:6. Flaggan hissades officiellt för första gången den 18 februari 1965 vid Gambias självständighet och har proportionerna 2:3.

## Symbolik
Till skillnad från många andra afrikanska flaggor har färgerna i Gambias flagga ingen politisk laddning. Rött symboliserar solen, blått symboliserar floden Gambia och grönt symboliserar skogarna. De vita skiljeränderna står för fred och enighet.

## Historik

Den brittiska kolonialflaggan 1889-1965

Gambia blev en brittisk kronkoloni 1889 som en del av Storbritanniens besittningar i Västafrika. De brittiska kolonierna i Västafrika hade en gemensam flagga som byggde på den brittiska Blue Ensign med en elefant under ett palmträd mellan två gröna berg. Det som skilde de olika koloniernas flaggor åt var de bokstäver som fanns under elefanten i emblemet: till exempel S.L. för Sierra Leone, G.C. för Guldkusten, L. för Lagos-kolonin och G. för Gambia.
Dagens gambianska flagga skapades av Pa Thomasi och antogs i samband med självständigheten 1965. Gambia bildade tillsammans med Senegal federationen Senegambia mellan 1982 och 1989, men nationsflaggan ändrades inte under denna period.